# Alexander Frei
Alexander Frei (n. 15 iulie 1979, Basel, Cantonul Basel-Oraș, Elveția) este un fotbalist elvețian retras din activitate, care a jucat pe post de atacant la echipe ca Basel, Sion și Rennes. Pe plan internațional, are prezențe la națională pentru Elveția, Elveția U21⁠(d) și Elveția U19⁠(d). După încheierea carierei, a devenit antrenor, și a antrenat, printre altele, FC Wil 1900⁠(d), Basel și Winterthur..